# The Name of the Game (singel Abby)
The Name of the Game – piosenka szwedzkiego zespołu pop ABBA z 1977 roku, wydana jako pierwszy singel z albumu The Album, piątego albumu wydanego z pomocą wytwórni Polar oraz czwartego Epic i Atlantic.